# Bietsij
Bietsij är en sjö i Arjeplogs kommun i Lappland och ingår i Umeälvens huvudavrinningsområde. Sjön har en area på 0,42 kvadratkilometer och ligger 491,3 meter över havet. Bietsij ligger i Laisdalens fjällurskog Natura 2000-område.

## Delavrinningsområde
Bietsij ingår i det delavrinningsområde (736069-152535) som SMHI kallar för Ovan VDRID = 728145-157679 i Laisälvens vattendra*. Medelhöjden är 629 meter över havet och ytan är 28,9 kvadratkilometer. Räknas de 23 avrinningsområdena uppströms in blir den ackumulerade arean 700,71 kvadratkilometer. Laisälven som avvattnar avrinningsområdet har biflödesordning 3, vilket innebär att vattnet flödar genom totalt 3 vattendrag innan det når havet efter 457 kilometer. Avrinningsområdet består mestadels av skog (68 procent) och kalfjäll (22 procent). Avrinningsområdet har 1,25 kvadratkilometer vattenytor vilket ger det en sjöprocent på 4,3 procent.